# Fen skating

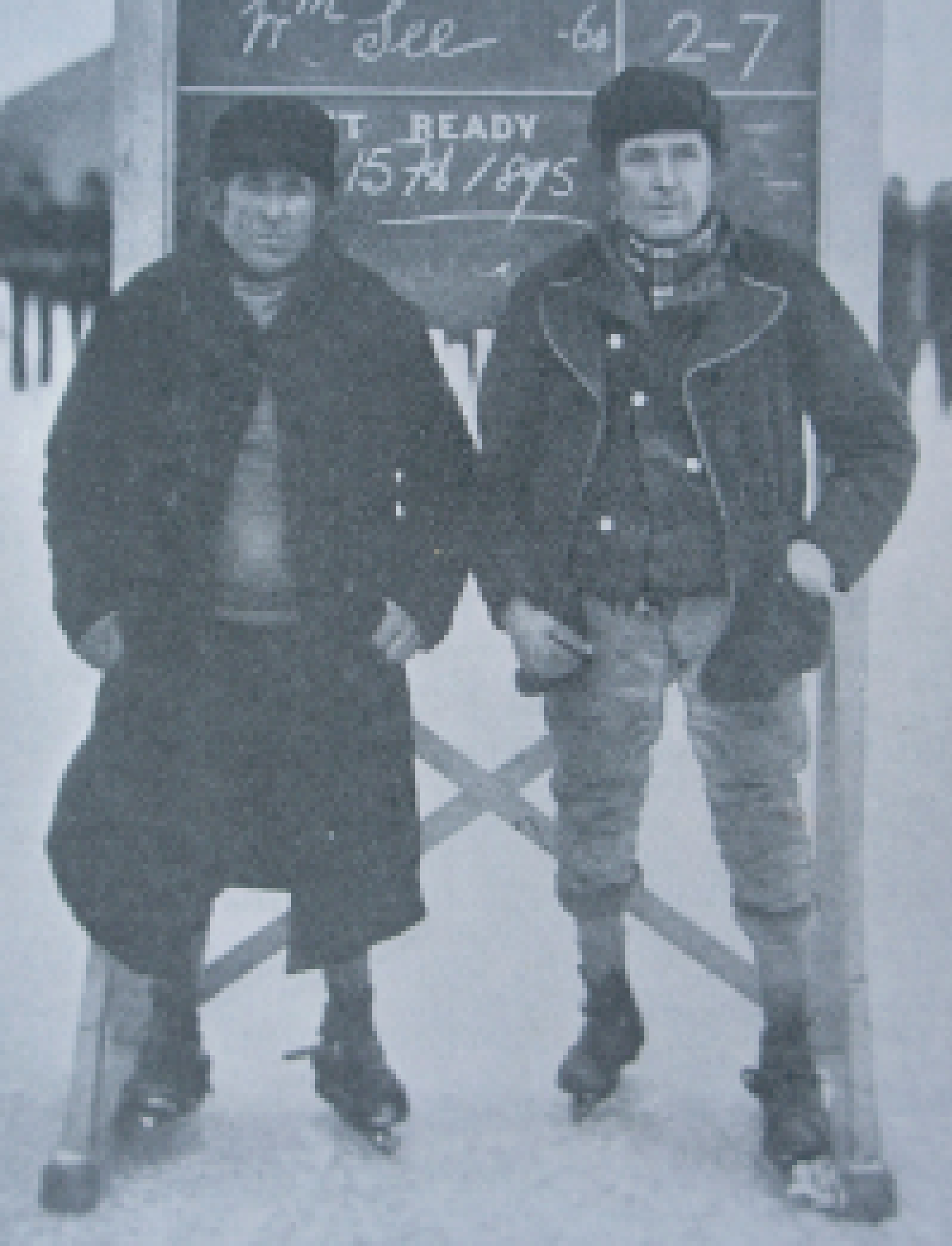
"Gutta Percha" See en "Turkey" Smart (rechts) in 1895.

Fen skating is een traditionele vorm van schaatsen, die voornamelijk beoefend werd in The Fens in Engeland.
The Fens, ook wel bekend als Fenland, vormen een laaggelegen gebied in het oosten van Engeland, in de buurt van de Noordzee. Het gebied bestaat hoofdzakelijk uit landbouwgronden, die sterk worden gekenmerkt door hun lage ligging. Zoals ook het geval was met gelijksoortige gebieden in Nederland, bestonden The Fens oorspronkelijk uit veenmoerassen met zoet- of zoutwater, die kunstmatig zijn drooggelegd en steeds moeten worden beschermd tegen overstromingen door middel van afwateringssystemen. Het gebied, dat zo groot is als Zeeland en Zuid-Holland samen, werd door de Zeeuw Cornelis Vermuyden in opdracht van de Britse koning Karel I van Engeland drooggelegd. Dit gebied met zijn afwateringskanalen, weiden die makkelijk overstroomden en traagstromende rivieren vormde een ideaal schaatsgebied.
Het schaatsen werd in The Fens geïntroduceerd door de Zeeuwse werklieden die hier werkten in de droogmakerij. De eerste schaatswedstrijden werden hier begin negentiende eeuw georganiseerd. Het hoogtepunt van het fen skating lag in de tweede helft van de negentiende eeuw, toen wedstrijden in deze discipline duizenden toeschouwers trokken. Heden ten dage echter is het fenskating een marginale sport.

## Fen runners

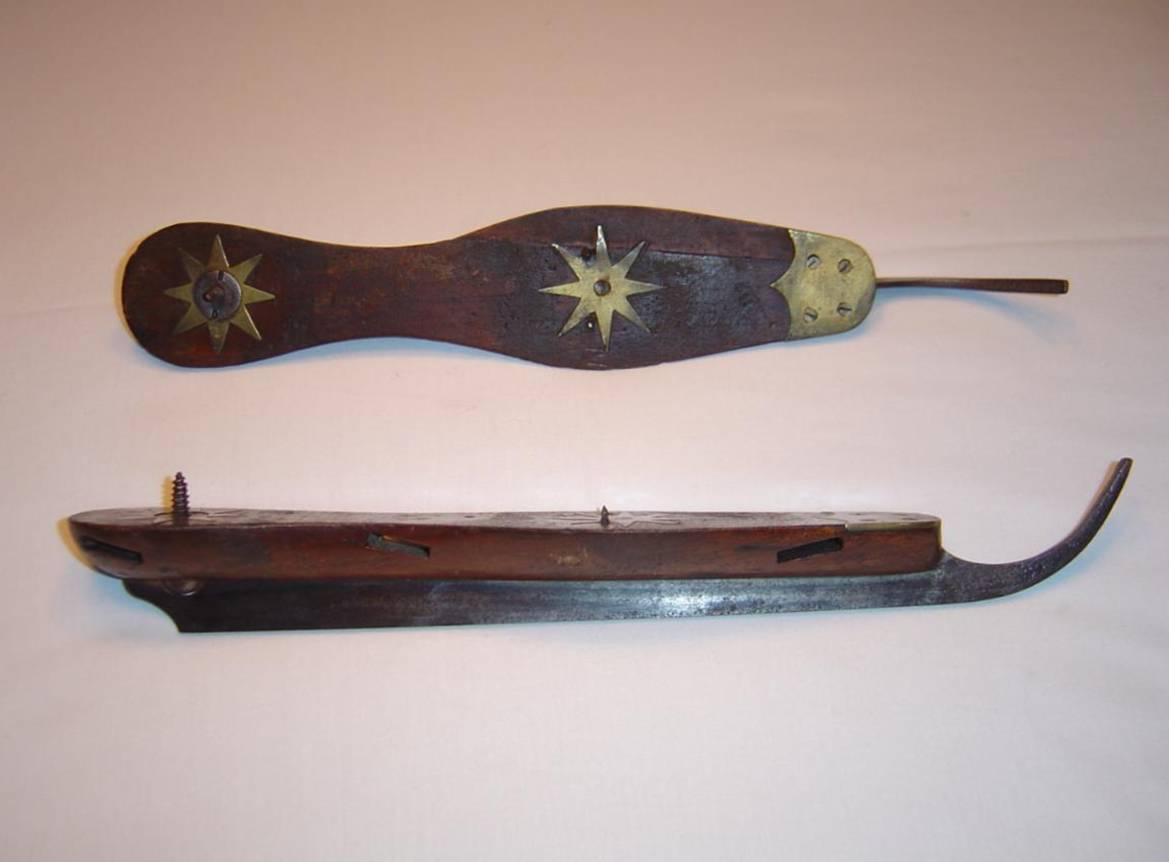
Fen Runners

Het fenskating werd beoefend op een speciaal type schaatsen, zogenaamde Fen runners, ook wel Whittlesey runners genaamd. De voetstapel was gemaakt van berkenhout. In het achterste gedeelte zat een schroef gemonteerd, die in de hak van een laars gedraaid kon worden, zodat de schaats stevig vast zat. Op het voorste gedeelte zaten vaak drie pinnetjes voor extra grip. Verder zaten er in de voetstapel extra gaten, waardoor de leren veters getrokken konden worden om de voet stevig vast te binden. Dit type schaats liep van achter naar voren enigszins af, waardoor er druk op de voorkant van de schaats kwam te staan, zodat schaatsers zich sneller vooruit konden 'klauwen'. Deze schaatsstijl werd lang volgehouden totdat in de jaren negentig van de negentiende eeuw noren in gebruik kwamen. De stijl werd ook wel de Hollandse krul genoemd.

## Vroegste historie
Metalen schaatsen werden in Engeland waarschijnlijk geïntroduceerd vanuit Nederland of Frankrijk, ergens in de zeventiende eeuw. Voor die tijd gebruikte men aangescherpte botten (glissen) om zich op het ijs voort te bewegen. De schrijvers Samuel Pepys en John Evelyn beschreven beiden dat ze in de winter van 1662 schaatsers over het ijs zagen glijden. Pepys schreef: "Ik kwam aan het het park, alwaar ik na een stevige vorst, voor het eerst in mijn leven mensen zag schaatsen op hun 'skeats', hetgeen een prachtige kunst is".
In het Fen-district was het schaatsen een populaire bezigheid voor zowel sport, recreatie als transport onder alle lagen van de bevolking. Het tegen elkaar schaatsen was voorbehouden aan boeren en andere landwerkers. Er is niet overgeleverd wanneer de eerste officiële wedstrijden georganiseerd werden, maar begin negentiende eeuw waren de wedstrijden een algemeen voorkomend verschijnsel en de uitslagen werden in de kranten gepubliceerd. Door de koude winters van de jaren 20 en 30 van die eeuw bouwden enkele bewoners uit het Fen-district (vaak fenmen genaamd) een grote naam op als wedstrijdschaatser. Bekende namen uit die tijd waren: John Gittam en John Young, de Drake broeders, Perkins en Cave uit Sutton-in-the-Isle, schipper John Berry en de broeders Edgar uit Thorney.

## Wedstrijden
Tijdens vorstperioden werden in de dorpen in de gehele Fens wedstrijden georganiseerd. In deze lokale wedstrijden streden mannen (en soms ook vrouwen) voor de prijzen die zowel uit een geldbedrag of uit voedsel en kleding konden bestaan. Tijdens strenge winters was het zelfs niet ongewoon dat er aan de cafés hammen en stukken gedroogd vlees buiten werden opgehangen, welke de prijs van de volgende wedstrijd zouden zijn. De winnaars van deze lokale wedstrijdjes werden uitgenodigd voor de belangrijkste wedstrijden, waarin schaatsers uit de hele Fens de strijd met elkaar aangingen, aangemoedigd door duizenden toeschouwers.

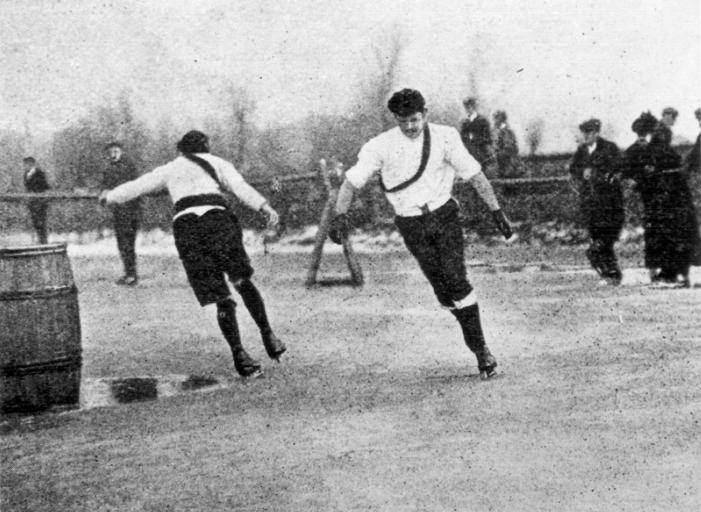
Fenskaters op het keerpunt

In deze grote wedstrijden werd er gereden volgens een afval- of "last man standing"-systeem. De 16 of 32 deelnemers werden in paren aan elkaar gekoppeld en de winnaar van die tweestrijd ging door naar de volgende ronde. De boeren of belangrijke burgers die de wedstrijden organiseerden stelden meestal ook het prijzengeld ter beschikking. Een totaal prijzengeld van £10 was meestal standaard in het midden van de negentiende eeuw. De helft hiervan ging dan naar de winnaar, terwijl de rest over de overige deelnemers verdeeld werd. Dit waren aanzienlijke bedragen in een tijd waarin landarbeiders gemiddeld 11 shilling per week verdienden.
De Fen skaters schaatsten op een baan van 660 yards met op het uiteinde een ton met een vlag. Deze baan werd in tweeën gedeeld door andere tonnen, hoopjes sneeuw of aarde. De schaatsers die tegen elkaar geloot hadden startten aan beide zijden van de ton. Na de start schaatsen de schaatsers de volledige baan, rondden de ton op het eind van de baan en schaatsten dan zo hard mogelijk terug naar de finish. Tijdens de anderhalve mijlraces reden de schaatsers het parcours tweemaal, waarbij ze drie keer om de tonnen draaiden. In wedstrijden met 16 deelnemers schaatsten de finalisten in totaal 6 mijl.
Hoewel er ook wedstrijden voor vrouwen georganiseerd werden, trokken deze bij lange na niet zoveel toeschouwers en media-aandacht als de mannenwedstrijden. Zo schreef de Cambridge Chronicle na een lang gedetailleerd verslag over een wedstrijd in Ely in februari 1855, waarin Turkey Smart en Larman Register meldde dat "Het witgemutste meisje uit Mepal 10 shilling won door in een goede race het 'Lynn'-meisje te verslaan". Het verschil in media-aandacht voor mannen en vrouwen nam in de loop der jaren wel iets af. In de jaren negentig van de 19e eeuw hadden de vrouwen tenminste al namen gekregen in de pers. De Hunts County Guardian schreef in een verslag uit 1892 dat Mrs Winters uit Welney de 13-jarige Miss Dewsbury uit Little Thetford had verslagen op de halve mijl tijdens een wedstrijd in Littleport.
Naast de reguliere wedstrijden daagden de topschaatsers elkaar ook uit via de pers. De gebroeders Larman en Robert Register verkondigden in de Cambridge Chronicle van 1853 aan dat ze de uitdaging aan durfden te gaan te schaatsen tegen iedere Engelse schaatser voor £20. Drie jaar later vormde Larman Register een team met de man die hem kort tevoren verslagen had; Turkey Smart. Tezamen daagden ze iedere Engelse schaatser uit tegen hen te schaatsen.
Een andere wedstrijdvorm die door de toppers beoefend werd was de rechte mijl met vliegende start. In 1821 maakte een man uit Newmarket een weddenschap voor 100 guineas dat geen enkele schaatser de mijl binnen 3 minuten zou kunnen schaatsen. Hij verloor zijn weddenschap aan John Gittam die in Prickwillow de mijl in 2 minuten en 53 seconden schaatste. Een generatie later deed Turkey Smart een poging de mijl in twee en een halve minuut te schaatsen. Hij faalde en kwam 2 seconden te kort.

## De jaren 1850-1875
Na een serie van zachte winters in de jaren veertig van de negentiende eeuw werd het schaatsen enkele jaren gedomineerd door mannen uit Southery, waaronder de bekende kampioen Larman Register. Registers dominante periode liep op zijn eind in december 1854, het jaar waarin hij overtuigend verslagen werd door Turkey Smart uit Welney. Het was dat seizoen een strenge winter waarin Smart maar liefst twaalf overwinningen behaalde in Outwell, Welney, Benwick, Mepal, March, Deeping, Ely, Peterborough en Wisbech. Hij werd slechts eenmaal verslagen in Salter’s Lode. Alles bij elkaar won hij dat jaar maar liefst 54 pond, 15 shilling en een schapenbout. The "Cambridge Chronicles" schreef in zijn verslag over de wedstrijd in Mepal, die op een prachtige dag duizenden bezoekers uit Cambridge, Ely, St Ives, Chatteris en March trok, het volgende verslag (vrij vertaald):

Burgers en buitenlui, ambtenaren en handelaren, boerenjongens en blozende melkmeisjes, vrouwenclubjes in koetsen en karren, eenieder was komen kijken naar de oevers vlak bij de brug en zocht daar naar een goede plek en naar alles wat men kan wensen voor een goede St-Ledgersdag op het ijs. Een blaaskapel uit Chatteris stond te spelen op de brug en speelde levendige stukken als: 'At the starting of the race', 'Cheer boys, cheer', en het geweldige 'See the conquering hero comes'. Het aantal aanwezige toeschouwers werd geschat op vijf- tot achtduizend man en sommigen beweerden zelfs dat het er zeker tienduizend waren. Precies op de afgesproken tijd, half twee, nam de race een aanvang. De stoere fenmen verschenen, van wie de ijzeren schaatsen dito zenuwen en elasticiteit van actie en lichaam diepe indruk op de toeschouwers maakten. Het waren stuk voor stuk puike voorbeelden van de stoere plattelanders die Engeland rijk is.

Turkey Smart was die dag ontketend. Hij versloeg eerst drie mannen uit Southery, Butcher, Porter en Larman Register. Vervolgens kwam hij in de finale uit tegen David Green uit March. Ook Green vormde nauwelijks een obstakel naar de overwinning voor Smart en iedereen was het er over eens dat Smart overduidelijk de beste man van de dag was geweest".
Gedurende dat hele decennium bleef Smart de kampioen van het Fen skating. Zijn grootste rivalen waren Gutta Percha See, de broers Register, de Butchers en Porters uit Southery, bovengenoemde David Green en dorpsgenoten Wiles en Watkinson. Tegen de winter van 1860-1861 was hij echter niet langer onoverwinnelijk; dat jaar moest hij de overwinningen delen met Gutta Percha See.
Verschillende zachte winters volgden en toen het schaatsen eindelijk weer mogelijk werd in januari 1867 waren er verschillende jongere schaatsers die de oude kampioenen dreigden te verslaan. Turkey Smart won de Kimbolton Stakes op de ondergelopen paardenrenbaan van Huntingdon, voor een tribune die bevolkt werd door lokale aristocraten. Hij vervolgde zijn overwinningsreeks met een zege in Denver, waar hij Robert Watkinson in de finale versloeg. Deze overwinningen werden gevolgd door verlies in de eerste ronde in Welney. Larman Register was inmiddels op leeftijd gekomen en was nu een van de officials geworden. Zijn neefje en naamgenoot werd nu de vertegenwoordiger van de familie Register in de races, hoewel hij nooit het succes van zijn oom kon benaderen.
In het volgende jaar meldden Stephen Smith, een boerenzoon uit Conington, Tom Cross van Ely en de Shelton broeders uit Ramsey zich aan het 'front'. Turkey Smart en Gutta Percha deden nog steeds mee aan de wedstrijden, maar ze werden vaak in de eerste paar ronden uitgeschakeld. In de winter van 1874/1875 werd Tom Watkinson de grote kampioen. Hierna volgde een periode van zachte winters, voordat een volgende generatie Smarts en Sees verscheen als topschaatsers.

## De jaren 1878-1900

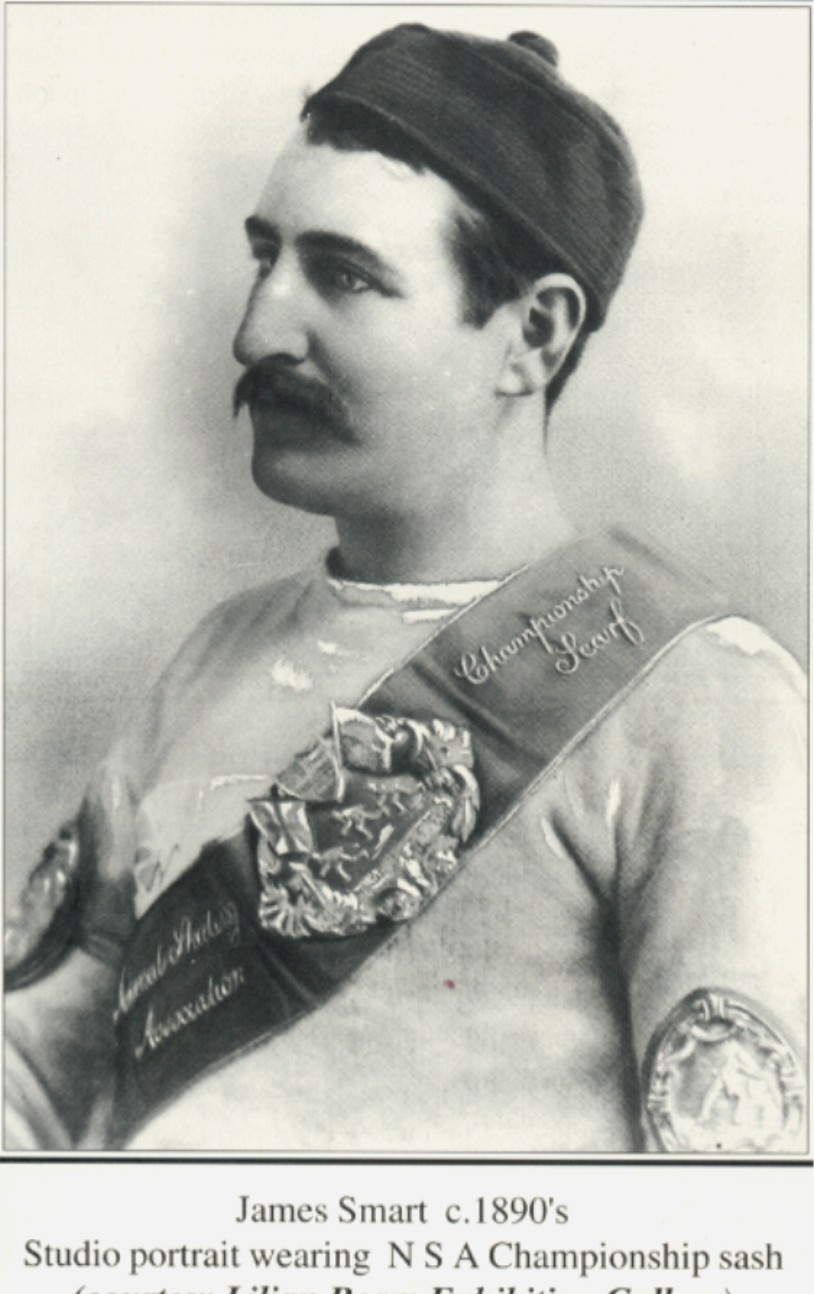
James Smart

De winter van 1878-1879 was eindelijk weer een koude. De 21-jarige Fish Smart, een neefje van Gutta Percha See en van de vrouw van Turkey Smart, won dat jaar in Welney, Mepal, Ely, Bluntisham, Upwell, Wormegay, Huntingdon, Peterborough, Swavesey en Thorney. In Spalding was het een gelijkspel in de finale tussen hem en Tom Watkinson, terwijl hij door Albert Dewsberry uit Coveney verslagen werd in de finale van Peterborough.
Hoewel er ook in andere gedeelten van Engeland geschaatst werd werden de fenmen met hun unieke stijl, een combinatie van snelheid en uithoudingsvermogen, beschouwd als de meesters van het ijs. In januari 1879 zond Lancashire drie van hun topschaatsers naar de wedstrijd in Swavesey. Ze werden alle drie al in de eerste twee ronden verslagen. De veteraan Turkey Smart wist G. Willcocks zelfs met 200 yards voorsprong te verslaan. Later sprak een van deze schaatsers uit Lancashire: "We zijn de beste schaatsers in ons gedeelte van het land, maar wij rennen slechts. Die fenmen vliegen!".
Op zaterdag 1 februari 1879 ontmoetten een groot aantal bestuurders, schaatsers en wedstrijdorganisatoren uit Cambridgeshire en Huntingdonshire elkaar in de gildehal van Cambridge. Hun doel was de oprichting van de Nationale Schaatsbond (National Ice Skating Association) om zo het fen skating beter te organiseren. Het oprichtingscomité bestond uit een dominee, verschillende landeigenaren, een vertegenwoordiger van het Trinity College uit Cambridge, een magistraat, twee parlementsleden, de burgemeester van Cambridge, de Lord Lieutenant (vertegenwoordiger van de koning) van Cambridge, journalist James Drake Digby, de voorzitter van de schaatsvereniging van de Universiteit van Cambridge en Neville Goodmann van het Peterhouse College.
De volgende twee winters, 1879/80 en 1880/81 waren goede schaatswinters. De nieuwe Nationale Schaatsbond organiseerde zijn eerste anderhalve mijl-kampioenschap in Thorney in december 1879. Het deelnemersveld bestond uit 32 schaatsers, waaronder voormalige kampioenen als Turkey Smart en Tom Watkinson. Het kampioenschap werd gewonnen door Fish Smart, die Knocker Carter uit Welney in de finale wist te verslaan. Zijn prijs bestond uit een sjerp, een plakkaat en een geldprijs waarvan de winnaar jaarlijks een gedeelte zou ontvangen om de kampioen aan te moedigen "nuchter te blijven". De Nationale Schaatsbond had eveneens een amateurkampioenschap opgericht, dat voor de eerste keer werd georganiseerd in Welsh Harp in januari 1880. Dit kampioenschap werd gewonnen door Frederick Norman, een boerenzoon uit Willingham. De professionals waren arbeiders die schaatsten voor geldprijzen; de amateurs waren heren die langzamer schaatsten voor trofeeën.
Fish Smart bleef onverslaanbaar in de Fens gedurende de winters van 1879/80 en 1880/81. Hij leed slechts één nederlaag in Lancashire tegen Jack Hill uit Billinge, maar hij kreeg zijn wraak in de thuiswedstrijd in Welney. Zijn naaste rivalen in die winters waren zijn jongere broer Jarman Smart en Albert Dewsberry. In seizoen 1880/1881 verdedigde hij zijn titel met succes in Crowland, waar hij Dewsberry in de finale wist te verslaan.
George Fish Smart haalde zijn derde en laatste titel in januari 1887 in Swavesey, waar hij zijn neefje Isaac See (de jongste zoon van Gutta Percha See) versloeg in de finale. In de tussenliggende jaren waren er steeds korte vorstperiodes, maar de National Skating Association slaagde er niet in om een kampioenschap te organiseren. De organisatie had James Fish Smart naar Nederland gestuurd voor een internationale wedstrijd in januari 1885. Hij werd echter al in de eerste ronde verslagen door Benedict Kingma. Twee amateurs, Charles G Tebbutt en Samuel Burlingham deden het echter iets beter. Bij een tweede wedstrijd in Nederland, twee jaar later, gingen James Smart en George See naar Nederland. Ditmaal hadden de fenmen meer succes op Nederlandse bodem. James Smart won er de internationale race over 2 mijl in Amsterdam. Bovendien wisten Smart en See de Nederlanders te verslaan in enkele wedstrijden in Slikkerveer. James Smart haalde revanche voor zijn broer George door Benedict Kingma te verslaan in een wedstrijd over 1 mijl. Uiteindelijk won George See in de finale op 17 februari 1887 van Smart.
James Smart nam in januari 1889 de nationale titel voor professionals over van zijn broer George en domineerde het fen skating in de jaren die daarop volgden. Hij won het Nederlandse kampioenschap over 1 mijl, voordat hij met succes zijn Britse titel verdedigde in 1890/1891. Twee jaar later deed hij niet mee met het kampioenschap na onenigheid met de National Skating Association (George See won dat jaar). Hij kreeg zijn titel echter terug in 1894/1895. Hierna volgden enkele zachte winters en toen het volgende kampioenschap georganiseerd werd in februari 1900 werd de titel door Fred Ward uit Tydd Fen gewonnen. Dat jaar werd voor het eerst het amateurkampioenschap in een snellere tijd gewonnen dan het kampioenschap voor de professionals.
Op het eind van de 19e eeuw was Littleport een belangrijk schaatscentrum geworden, toen Thomas Peacock (eigenaar van de fabriek Hope Brothers), een stuk grond nabij de spoorlijn huurde, er een dijkje omheen bouwde en het vervolgens onder water zette om zo een schaatsbaan te creëren die bekendstond als "the Moors".
In 1890 vormden schaatsers uit Lincolnshire hun eigen schaatsbond uit onvrede met het beleid van de National Skating Association. Deze hield namelijk veel wedstrijden in het zuidelijk gedeelte van de Fens of zelfs buiten de Fens. Ze organiseerden dat jaar eveneens kampioenschap voor amateurs, die gehouden werden op Vernatt’s Drain en de Cowbit Wash.

## 20e eeuw
Tijdens een demonstratiewedstrijd in 1891 op Bluntisham School gingen er stemmen op tegen het beleid van de National Ice Skating Association. De bond werd ervan beschuldigd zich vooral te concentreren op internationale wedstrijden en de lokale wedstrijden te belemmeren. De bond kreeg ook kritiek in de pers. Een artikel schreef: " Om verscheidene redenen heeft de National Skating Association niet het vertrouwen van de schaatswereld" en "de hoofdstedelijke tak van de bond heeft de bond zo goed als overgenomen". In 1894 besloot de National Skating Association om zijn hoofdkwartier naar Londen te verhuizen, vanwaar ze zich kon concentreren op kunstschaatsen en langebaanrijden.
In 1902 werd het professionele kampioenschap voor het eerst gewonnen door iemand die niet uit het laagland kwam. Lantaarnopsteker Joseph Bates uit Wigan schaatste rond met een indrukwekkende conditie. De dagen dat de landarbeiders uit de Fens de baas waren in de sport waren geteld, hoewel de laatste drie titels voor de Eerste Wereldoorlog allen door fenmen gewonnen werden. Fred Ward herwon zijn titel op de Lingay Fen in februari 1905 en Sidney Greenhall werd vervolgens kampioen in januari 1908 en februari 1912 in Lingay.
Tijdens de Eerste Wereldoorlog werden er geen officiële wedstrijden georganiseerd. Hierna volgde een reeks zeer zachte winters, waardoor er gedurende 15 jaar niet om het kampioenschap gereden werd. Het Fen skating werd eind jaren 20 en begin jaren 30 gedomineerd door de amateur Cyril Horn uit Upwell; de proftitel werd gewonnen door Don Pearson uit Mepal. Cyril Horn was ook deelnemer aan drie afstanden op de Olympische Winterspelen van 1928, die in Sankt Moritz (Zwitserland) werden gehouden. In 1947 maakte de proftitel een kortstondige comeback naar Welney toen R.W. Scott de titel won.
Gedurende de tweede helft van de twintigste eeuw werden de meeste kampioenschappen door langebaanschaatsers gewonnen. Het laatste kampioenschap werd in de winter van 1996/1997 gehouden. De laatste paar jaar hebben de fenschaatsers David Buttress uit Mepal en David Smith en Malcolm Robinson uit Sutton meegedaan aan wedstrijden in Nederland en Oostenrijk.

## Recreatief schaatsen

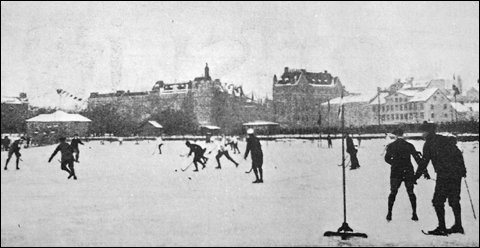
Bandy

Alle vormen van schaatsen waren populair in de Fens. Als het vroor zetten bedrijven en landeigenaren hun weiden onder water om ze in schaatsbanen te veranderen. In Cambridge pompten bedrijven water op de Stirbitch Common en er was eveneens een schaatsbaan op de Granchester Meadows. Tegenwoordig kan men nog steeds lantaarnpalen zien staan midden in de weiden  langs de rivier, op de plekken waar vroegen schaatsbanen lagen.
Bury Fen, vlak bij Bluntisham was de thuisbasis van de Bury Fen Bandy Club. Onder aanvoering van de Tebutt broers was deze club verantwoordelijk voor het samenstellen van de regels van de moderne sport bandy. Ze introduceerden het spel in Nederland, Scandinavië en andere gedeelten van Groot-Brittannië. Onder meer de Nederlandse schaatspionier Pim Mulier raakte in Nederland verslingerd aan het spel. Ondanks de vele sporten die hij beoefende, beschouwde hij het bandy als zijn favoriete sport. Ook werd dankzij hem op een bevroren vijver de eerste bandywedstrijd gespeeld, de sport die later de basis voor het veldhockey zou worden.
Ook cricket werd in de Fens op het ijs gespeeld, maar dat werd nooit zo populair als bandy. In februari 1855 schreef de Cambridge Chronicle over een wedstrijd die gespeeld werd in March, dat het thuisteam de bezoekers met maar liefst 118 runs versloeg. De krant was onder de indruk van het vertoonde spel; "Het veldwerk en batting van vele van de spelers was nog veel beter en sierlijker dan wanneer zij cricket speelden en op het veld".

## Fenschaatsers

### Schaatsers uit Norfolk
Het dorpje Southery (Norfolk) aan de Great Ouse was de woonplaats van een aantal belangrijke schaatsfamilies. Larman Register (1829-1897) bijvoorbeeld was kampioen in de vroege jaren vijftig van de 19e eeuw; zijn broer Robert (1820-1890) en zijn neven Larman, Robert, William en ook George waren eveneens schaatsers. Er gaat een verhaal dat een groep schaatsers uit Southery enige spoorwegmedewerkers uitdaagden om van Littleport naar Queen Adelaide te racen, waar de spoorweg langs de rivier loopt. De schaatsers wisten in deze race de trein voor te blijven. Volgens het verhaal voerde Larman Register de schaatsers aan; omdat het verhaal zich afspeelt in 1870 was het waarschijnlijk Larman junior in plaats van zijn beroemde oom. Ook de familie Porter bracht een aantal goede schaatsers voort, waaronder Job, Brewer, Tom, Holland en Charles, en enige schaatsvrouwen. Beide Larman Registers trouwden namelijk met een vrouw uit de Porter familie. Chafer Legge, schaatser en blote-vuistvechter, was in dienst van het Newnham College van de Universiteit van Cambridge, om daar de vrouwelijke studenten te leren schaatsen tijdens de koude winter van 1895. Chafer Legges zonen en dochter waren ook allen schaatser, Noah was van hen de succesvolste. Andere bekende schaatsers uit Southery waren de Butchers en de slager Jesse Brown.

### Schaatsers uit Welney

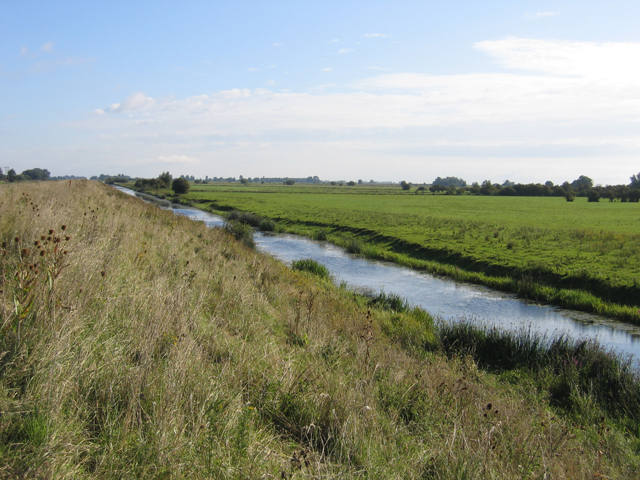
De "Old bedford river" bij Welney

Welney is een klein dorpje in het hart van de Fens, gelegen op de oevers van de Old Bedford River, op 3 kilometer afstand van het dichtstbijzijnste station. Het dorpje produceerde zoveel topschaatsers dat het bekend werd als 'de hoofdstad van het schaatsen'. Leden van de Smart en See families domineerden het Britse schaatsen gedurende twee generaties.
Turkey Smart (1830-1919) was kampioen in de jaren vijftig van de 19e eeuw. Gutta Percha See (1832-1898) was meestal de nummer twee achter zijn zwager Turkey, hoewel hij de betere van de twee was in 1861. Beide schaatsers gingen door met wedstrijden rijden lang nadat ze over hun top heen waren, en deden nog steeds mee aan demonstratiewedstrijden toen ze in de zestig waren. Van Turkey's zonen werd er slechts eentje, James, schaatser. Gutta Percha’s zonen, George en Isaac, werden beide topschaatsers.
Fish Smart (1856-1909) was van 1878 gedurende een decennium de grote kampioen. Hij kreeg zijn bijnaam vanwege zijn voorliefde voor het zwemmen. Zijn vader Charles Smart was een snelle schaatser, maar hij kreeg de techniek van het remmen en ronden van de ton niet onder de knie en deed daarom nooit mee aan wedstrijden. Fish Smarts jongere broers, Jarman Smart en James Smart, waren ook topschaatsers. Fish Smart was een decennium lang bijna onverslaanbaar. Hij werd daardoor een zeer populaire sporter. Dat bleek ook wel uit het feit dat er een gedicht aan hem gewijd werd en er zelfs een paardenrace naar hem genoemd werd. Fish Smart verliet Welney om in de bouw te werken op verschillende plaatsen in Engeland en hij werkte zelfs een tijdje in Egypte aan de spoorlijn naar Soedan, maar kwam altijd terug wanneer het vroor. In januari 1889 stond hij zijn titel af aan zijn broer James. Fish Smart kwam in 1909 om het leven bij een ongeluk op een bouwplaats in Hull.
James Smart (1865-1928) was de jongste broert van Fish en Jarman. In tegenstelling tot Fish en zijn oom Turkey schaatste hij altijd onder zijn eigen naam. Pogingen om hem "Eagle" te noemen om hem zo te onderscheiden van zijn neef James Turkey Smart sloegen niet aan. Hij won driemaal de Britse titel voor professionals in 1890, 1895 en 1900 en de Littleport Cup in 1892. Hij won eveneens een wereldkampioenschap en een Nederlands kampioenschap. Nadat hij een tijdje in Noorwegen getraind had richtte hij een bedrijfje op en ging hij Noorse schaatsen importeren naar de Fens en liet een huis in Noorse stijl bouwen in Welney.
George See (1862-1946) werd meestal tweede achter zijn neven Fish Smart en James Smart, maar won wel de Britse titel in 1892, toen James Smart zijn titel weigerde te verdedigen. Georges jongere broer Isaac See deed viermaal mee met het kampioenschap, maar won nooit.
Andere bekende topschaatsers uit Welney waren George, Robert en Tom Watkinson, John Hills, John Wiles, Robert Naylor, Knocker Carter, metselaars Harry Kent en zijn collega's, de broers Alfred, William en James Hawes. Jane Winters, een van de snelste vrouwelijke schaatsers, was oorspronkelijk afkomstig uit Upwell, maar ze ging in Welney wonen na haar huwelijk met een Welneynaar. In het amauteurschaatsen waren de broers Loveday topschaatsers.

### Schaatsers uit Ely
Albert Dewsberry was de op een na snelste man van zijn generatie en de enige fenman die Fish Smart tijdens zijn hoogtijdagen wist te verslaan. In 1881 werd hij tweede in het Britse profkampioenschap. Het jaar erna verloor hij zijn been bij een ongeluk. Hij ging wel gewoon door met schaatsen en deed in 1887 mee met een wedstrijd over 3 mijl met een been van kurk. Ondanks dat hij verslagen werd verdiende hij veel respect met zijn deelname.

### Schaatsers uit Cambridgeshire

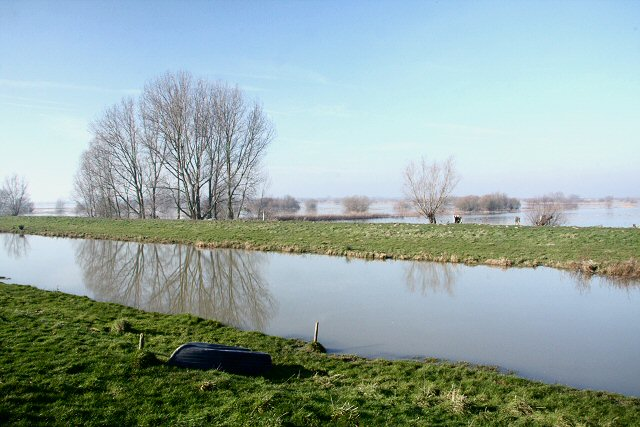
Afwateringskanaal New Bedford River in The Fens

De dorpen in Cambridgeshire die aan de rand van de Fens lagen brachten eveneens een aantal topschaatsers voort. Isleham aan de River Lark was de woonplaats van de families Wells en Brown. Nathan Brown en Tommy Wells waren uit deze families de succesvolste schaatsers. Uit het nabijgelegen Soham Fen kwamen J. Collins and Frederic Fletcher. Die laatste verdronk bijna in een tweede-ronde-race tegen Turkey Smart in januari 1870. Walter Housden uit Wicken won het amateurkampioenschap in 1891 toen hij 19 was. Vervolgens werd hij professional en was de eerste winnaar van de Hayes-Fisher Cup. Hij kwalificeerde zich vijfmaal voor het kampioenschap voor professionals, maar wist dit kampioenschap nooit te winnen. Sidney Greenhall uit Landbeach was de kampioen van 1908 en 1912 en wist ook de Littleport Cup in 1909 te winnen. Zijn broer William en zus Nellie waren ook goede schaaters.

## Kampioenen fen skating

### Professionals
| Jaar      | Plaats     | Kampioen            | Medefinalist     |
| --------- | ---------- | ------------------- | ---------------- |
| 1879/80   | Thorney    | George "Fish" Smart | Knocker Carter   |
| 1880/81   | Crowland   | George "Fish" Smart | Albert Dewsberry |
| 1886/87   | Swavesey   | George "Fish" Smart | Isaac See        |
| 1888/89   | Lingay Fen | James Smart         | George See       |
| 1890/91   | Lingay Fen | James Smart         | George See       |
| 1892/93   | Lingay Fen | George See          | Walter Boon      |
| 1894/95   | Swavesey   | James Smart         | Fred Ward        |
| 1899/1901 | Littleport | Fred Ward           | G.T. Ward        |
| 1901/02   | Lingay Fen | Joseph Bates        | Walter Housden   |
| 1904/05   | Lingay Fen | Fred Ward           | G.T. Ward        |
| 1907/08   | Lingay Fen | Sidney Greenhall    | Walter Housden   |
| 1911/12   | Lingay Fen | Sidney Greenhall    | Charles Brett    |

### Amateurs
| Jaar      | Plaats                   | Kampioen         | Medefinalist     |
| --------- | ------------------------ | ---------------- | ---------------- |
| 1879/80   | Welsh Harp               | Fred Norman      |                  |
| 1880/81   | Lingay Fen (Granchester) | Fred Norman      |                  |
| 1886/87   | Cowbit                   | R Wallis         |                  |
| 1888/89   | Lingay Fen               | William Loveday  | James Loveday    |
| 1890/91   | Lingay Fen               | William Loveday  | James Loveday    |
| 1891/92   | Swavesey                 | Walter Housden   | William Loveday  |
| 1892/93   | Lingay Fen               | James C. Aveling | Albert E. Tebbit |
| 1894/95   | Lingay Fen               | Albert E. Tebbit |                  |
| 1899/1900 | Littleport               | Albert E. Tebbit |                  |
| 1901/02   | Lingay Fen               | Albert E. Tebbit |                  |
| 1904/05   | Lingay Fen               | Albert E. Tebbit |                  |
| 1907/08   | Lingay Fen               | Fred Dix         |                  |
| 1911/12   | Lingay Fen               | Fred Dix         |                  |